# 藤子スタジオ
株式会社藤子スタジオ（ふじこスタジオ、英: FUZIO FUZIKO STUDIO）は、藤子不二雄（藤本弘と安孫子素雄のコンビによる漫画家）が立ち上げた漫画制作会社。1988年の独立後は安孫子素雄（藤子不二雄Ⓐ）が引き継いだ。

## 概要
- 1966年2月22日、藤子不二雄が、自身の漫画制作を行うために「有限会社藤子スタジオ」を設立[1]。
- 1988年（昭和63年）、藤本と安孫子の独立に伴い、藤子スタジオは安孫子（藤子不二雄Ⓐ）作品の漫画制作と版権管理を引き継いだ。
  - 藤本作品については、新たに設立された「有限会社藤子プロ」（現：株式会社藤子・F・不二雄プロが同様の業務を行うことになった。
- 長らく有限会社として業務を行なってきたが、後に株式会社へ改組。それに伴い安孫子素雄は会長、安孫子素雄の実姉である松野喜多枝が社長に就任した。所在地は東京都新宿区で、旧スタジオ・ゼロ跡地近辺にある（藤子プロも近くにある）。
- 松野喜多枝は「まんが道」などの藤子の自伝的諸作品にほとんど登場しないため、一般にはあまり知られていないが1955年12月頃よりトキワ荘で弟の部屋に同居して食事の世話やベタ塗等のアシスタント作業を行い[2]、藤子スタジオ設立後は藤子不二雄のマネージャーを務めた。
- 松野喜多枝の実娘の松野いづみ（安孫子素雄の姪にあたる）は藤子スタジオの専務取締役兼マネージャーとして勤務した。その後、喜多枝が退任しいづみが社長となった。
- 2022年現在は藤子不二雄Ⓐ作品の著作権管理を主たる業務とする。なお藤子Ⓐは2022年4月6日に逝去し、会長は空席となっている。
- 2024年9月24日、藤子スタジオの公式サイト&公式Xを公開した。

## 藤子プロとの関係
- 2022年現在、同社と藤子・F・不二雄の「株式会社藤子・F・不二雄プロ」（2006年までの代表取締役会長は藤子・F夫人、藤本正子）には資本、業務ともに基本的につながりがなく、完全に別会社として運営されている。そのため、「藤子・F・不二雄」と「藤子不二雄Ⓐ」は個別の作家として著作権等が存在することになり、合作を含むほとんどの作品がどちらか片方の名義作品となるよう権利が分割された。『UTOPIA 最後の世界大戦』などの数作のみは権利が分割されず、著者名は「藤子・F・不二雄」「藤子不二雄Ⓐ」の両名を併記し、会社名も両社を併記する形を取っている（2022年現在は「藤子不二雄」名義は使用されていない）。
- 『オバケのQ太郎』は長年再版されなかったが、2009年7月に「藤子・F・不二雄大全集」において連名の共著として刊行された。

## その他
- 晩年の藤子・F・不二雄は小学館の専属（独占）に近い状態であり、2023年現在の藤子プロも小学館と資本関係にある（藤子・F・不二雄プロ参照）が、藤子スタジオは設立当初から特定の出版社との専属関係にはなく、小学館以外にも集英社、講談社、学研、復刊ドットコム、実業之日本社、中央公論新社、嶋中書店など複数の出版社から単行本や関連書籍が出版されている。

2014年から刊行を開始した電子書籍版作品集の「藤子不二雄Ⓐデジタルセレクション」は小学館が編集しており、同社の「藤子・F・不二雄大全集」が2021年より電子書籍版の刊行を開始したのと合わせて両名の作品の大部分が網羅的に読める環境となっている。
- 三店方式による擬似的なギャンブル性を持ったパチンコ・パチスロといった原作作品（テレビアニメ版が主）とタイアップした遊技機の利用許諾は積極的に行っており、子供向けに傾倒気味である藤子プロ（藤子・F・不二雄作品）のアニメ関係には一切下ろしていないのとは対照的に、殆どの主力作品を題材とした遊技機が発売されている。中でも2001年から展開された青年漫画の『笑ゥせぇるすまん』を題材としたもの[注 3]は特に人気が高く、他作品と比べてタイアップ機種が群を抜いて多い。
- 「藤子スタジオ」のキャラクターの一部の版権は小学館集英社プロダクションが管理している（「藤子・F・不二雄プロ」のキャラクターの一部の版権も小学館集英社プロダクションが管理しているが、藤子スタジオも藤子・F・不二雄プロも別の会社として取引が行われており、2社の藤子キャラクターが一括で管理されているわけではない）。

## 出身者
- 同社は藤子作品制作において、作画を補助する多数のスタッフ[注 4]を雇用した。その中には後に独立して一家を構えたものも多い。
- 作画スタッフの中には在籍中に新人漫画賞「藤子不二雄賞」を受賞する者も複数いた。
- 藤子不二雄名義で作品を発表していた時期から、各スタッフは藤本チームと安孫子チームに分かれていたが、時と場合によっては両者の作品に携わっていた（永田竹丸や方倉陽二は両者の作品に携わっている。同社スタッフではないがしのだひでおも両者の作品に携わっている）。
- 藤子不二雄の独立に伴う分社化に当たっては、その時点で安孫子のスタッフだった者が藤子スタジオに残り、藤本のスタッフだった者は新設の藤子プロに移籍する形を取っている。

### 藤子不二雄時代
- 永田竹丸
- ヨシダ忠
- 羽中ルイ（安孫子チーム）
- さいとうはるお（安孫子チームチーフ）
- えびはら武司（藤本チーム、のちに安孫子側にも就いた事がある）
- 方倉陽二（藤本チームチーフ）
- さとうかずひろ（藤本チームチーフ）
- 田中道明（藤本チームチーフ）
- たかや健二（藤本チームチーフ）
- いそほゆうすけ

### 藤子不二雄Ⓐ時代
- ホリユウスケ
- 奥森ボウイ
- 佐藤光重（最後のチーフ。『PARマンの情熱的な日々』の作品内に「チーフの佐藤くん」として度々登場する[3]。）